# الشريدان (فلم)
الشريدان، فيلم سوري للثنائي دريد ونهاد عام 1965.

## قصة الفيلم
يخرج رجل من السجن، ويبدأ البحث عن عمل ومسكن، لكنه يكتشف أنه وحيداً بلا أهل ولا أسرة، فيقرر العودة إلى السجن مرة أخرى. لذا يرتكب العديد من الأعمال الخارجة عن القانون، لكنه يفشل في لفت أنظار رجال الشرطة. في النهاية يدبر له أحد أصدقائه القدامى عملاً شريفا.

## طاقم العمل
تمثيل
- دريد لحام
- نهاد قلعي
- ميادة: راقصة
- سمير شمص
- نادية جمال

تأليف
- هنري: قصة.
- رضا ميسر: سيناريو.
- دريد لحام: سيناريو وحوار.
- نهاد قلعي: سيناريو وحوار.

إخراج
- رضا ميسر: مخرج.
- يوسف شرف الدين: مساعد مخرج.
- وئام الصعيدي: مساعد مخرج.

موسيقى
- إلياس الرحباني: موسيقى تصويرية.[2]